# Международный союз истории и философии науки
Международный союз истории и философии науки и технологии (англ. The International Union of History and Philosophy of Science and Technology, IUHPST или МСИФН) —  всемирная некоммерческая и неправительственная организация, созданная для сотрудничества учёных в области истории и философии науки и технологии. Входит в Международный совет по науке (ICSU).
Основан в 1955 году путем слияния «Международного союза истории науки» (IUHS) и «Международного союза философии науки» (IUPS). С  1967 года членом Союза является Российский (ранее — советский) национальный комитет по истории и философии науки и техники.
Организационно Союз состоит из двух отделов:
- Отдел истории науки и технологии (DHST)
- Отдел логики, методологии и философии науки и технологии (DLMPST)

## Отдел истории науки и технологии (DHST)
Каждые четыре года DHST организует Международный конгресс. Отдел также координирует деятельность многочисленных комиссий. Члены DHST являются 98 государств-членов (представленных национальными комитетами по истории науки) и 26 международных научных союзов.

### Конгрессы

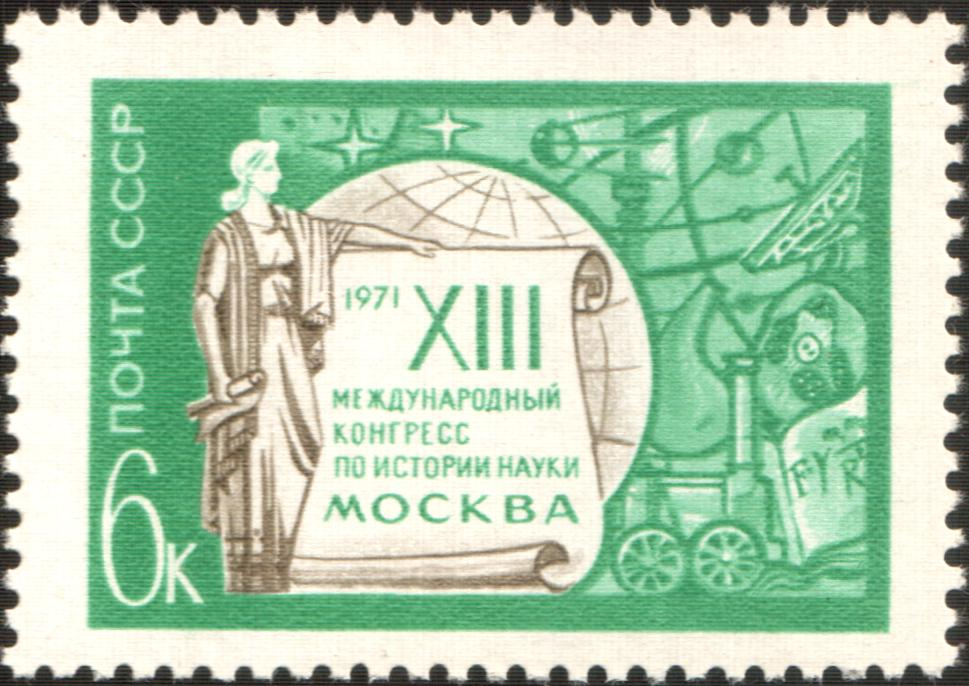
Марка СССР, посвященная 13-му Международному конгрессу по истории науки (Москва, 1971)

Международные конгрессы по истории науки:
1. 1929  — Париж
2. 1931  — Лондон, см. также
3. 1934  — Порту-Комбра-Лиссабон
4. 1937  — Прага
5. 1947  — Лозанна
6. 1950  — Амстердам
7. 1953  — Иерусалим
8. 1956  — Флоренция-Милан
9. 1959  — Барселона-Мадрид
10. 1962  — Итака
11. 1965  — Краков
12. 1968  — Париж
13. 1971  — Москва
14. 1974  — Токио
15. 1977  — Эдинбург
16. 1981  — Бухарест,  (24 августа - 4 сентября)
17. 1985  — Беркли, см. также
18. 1989  — Гамбург
19. 1993  — Сарагоса
20. 1997  — Льеж
21. 2001  — Мехико, см. также
22. 2005  — Пекин
23. 2009  — Будапешт
24. 2013  — Манчестер
25. 2017  — Рио-де-Жанейро
26. 2021  — Прага (25-31 июля 2021)

## Отдел логики, методологии и философии науки и технологии (DLMPST)
До 2015 года DLMPST назывался «Отдел логики, методологии и философии науки». Основной вид деятельности отдела — организация (каждые четыре года) конгрессов по логике, философии и методологии науки (CLMPS, с 2015 года — CLMPST).
Конгрессы
- CLMPS I: Стэнфорд, Калифорния, США, 1960
- CLMPS II: Иерусалим, Израиль, 1964
- CLMPS III: в Амстердаме, Нидерланды, 1967
- CLMPS IV: Бухарест, Румыния, 1971
- CLMPS V: Лондон, Канада, 1975
- CLMPS VI: Ганновер, Германия, 1979
- CLMPS VII: Зальцбург, Австрия, 1983
- CLMPS VIII: Москва, СССР, 1987
- CLMPS ІХ: Упсала, Швеция, 1991
- CLMPS X: Флоренция, Италия, 1995
- CLMPS XI: Краков, Польша, 1999
- CLMPS ХІІ: Овьедо, Испания, 2003
- CLMPS ХІІІ: Пекин, Китай, 2007
- CLMPS XIV: Нанси, Франция, 2011
- CLMPS XV: Хельсинки, Финляндия, 2015
- CLMPST XVI: Прага, Чехия, 2019

## Президенты
- Клини, Стивен Коул
- Вригт, Георг Хенрик фон (1963—1965)
- Йегошуа Бар-Хиллел (1966—1969)
- Стефан Кёрнер (1969—1971)
- Анджей Мостовский (1971—1975)
- Яакко Хинтикка (1975)
- Патрик Суппес (1975—1979)
- Ежи Лёс (Jerzy Łoś, 1979—1983)
- Дана Скотт (1983—1987)
- Коэн, Лоуренс Джонатан (1987—1991)
- Фенстад, Йенс Эрик (1991—1995)
- Уэсли Сэлмон (1995—1999)
- Рабин, Михаэль Ошер (1999—2003)
- Адольф Грюнбаум (2003—2007)
- Уилфрид Ходжес (2007—2011)
- Эллиот Собер (2011—2015)
- Менахем Магидор (2016—2019)

## Комиссии
- Международная комиссия по истории геологических наук (INHIGEO)